# Farmacja weterynaryjna
Farmacja weterynaryjna – dział farmacji zajmujący się lekami przeznaczonymi do stosowania u zwierząt domowych (psy, koty, ptaki, gryzonie, konie itp.) i gospodarskich (krowy, świnie, owce itp.), a także egzotycznych i dziko żyjących w celu leczenia, profilaktyki i diagnozowania chorób.
Przedmiot farmacji weterynaryjnej jest objęty w programie nauczania jednolitych studiów magisterskich dziennych na wydziałach medycyny weterynaryjnej akademii rolniczych, kierunku studiów weterynarii. 

Symbol lekarza weterynarii

Symbol farmacji-moździerz z pistlem

Farmacja weterynaryjna zajmuje się między innymi następującymi zagadnieniami:
- ustawodawstwem weterynaryjnym dotyczącym leków dla zwierząt;
- farmakologią weterynaryjną (działanie, kinetyka, dynamika i stosowanie farmaceutycznych produktów weterynaryjnych);
- toksykologią weterynaryjną;
- różnymi aspektami doświadczeń przeprowadzanych na zwierzętach;
- produkcją leków w oparciu o Farmakopeę Weterynaryjną;
- obrotem lekami weterynaryjnymi;
- badaniami i kontrolą jakości leków przeznaczonych dla zwierząt;
- monitorowaniem niepożądanych działań produktów leczniczych weterynaryjnych w celu zapewnienia bezpieczeństwa zwierzętom, bezpieczeństwa żywności pochodzenia zwierzęcego, bezpieczeństwa ludzi stykających się z lekami weterynaryjnymi i bezpieczeństwa środowiska naturalnego;
- określaniem poziomu leków lub ich metabolitów we krwi lub tkankach zwierząt;
- poszukiwaniem i testowaniem nowych leków.

Farmacja weterynaryjna odgrywa rolę w procesie zapewnienia zdrowia zwierzętom domowym i hodowlanym. Troska o zdrowie zwierząt jest wyrazem etycznego stosunku człowieka do zwierzęcia oraz podstawowym warunkiem wytwarzania zdrowej żywności pochodzenia odzwierzęcego (mięso, tłuszcze, żelatyna, mleko i jego przetwory, jaja), a także przyczynia się do zapobiegania przenoszenia chorób odzwierzęcych takich jak np. salmonelloza, BSE, bruceloza, tasiemczyce i ptasia grypa na człowieka (dotyczy głównie pracowników służb weterynaryjnych, hodowców i opiekunów zwierząt).
Europejskie ustawodawstwo dotyczące ekologicznych hodowli zwierząt uważa, że chemicznie syntezowane leki alopatyczne np. antybiotyki, mogą być stosowane u zwierząt jedynie, gdy nie dysponujemy dobrze działającym środkiem alternatywnym. W przypadku zachorowań ekologiczni hodowcy zwierząt stosują w pierwszej kolejności leki weterynaryjne pochodzenia naturalnego. Działanie alternatywnych leków dla zwierząt (homeopatia, fitoterapia) jest słabo udokumentowane naukowo.
Należy zaznaczyć, że poza stosowaniem preparatów leczniczych weterynaryjnych na zapewnienie zdrowia zwierzętom hodowlanym mają wpływ jeszcze inne czynniki, takie jak:
- opieka lekarska weterynaryjna;

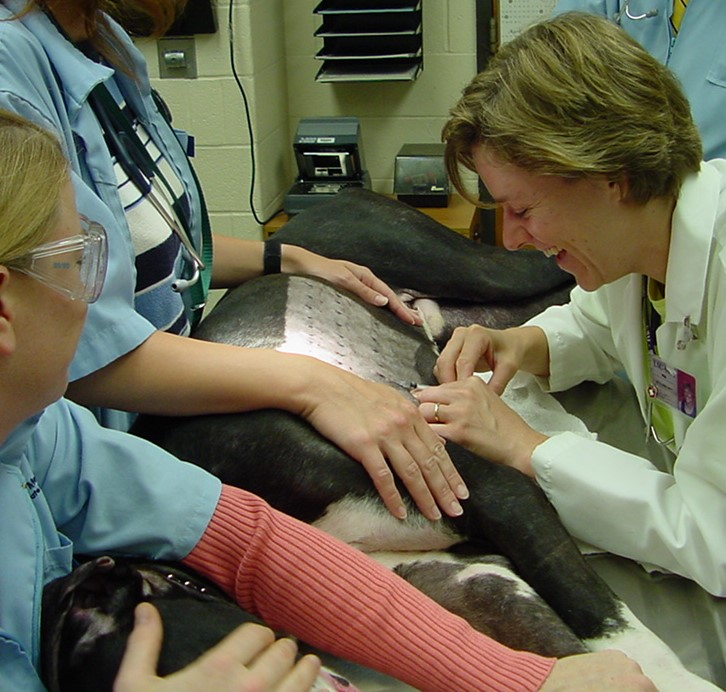
Wykonywanie testu skórnego na alergię u psa

- właściwe warunki bytowe dopasowane do gatunku zwierzęcia (pomieszczenia, wentylacja, dostępność światła dziennego, możliwość ruchu na świeżym powietrzu na wolnej przestrzeni);
- higiena otoczenia zwierząt;
- etyczne podejście człowieka do zwierząt (nieużywanie przemocy fizycznej, brutalnych metod uboju, nie znęcanie się);
- właściwy dla danego gatunku zwierzęcia pokarm (ilość i jakość paszy) oraz nieograniczony dostęp do wody pitnej;
- możliwość rozwoju psychicznego i naturalnych instynktów np. rycie w ziemi; od 2007 roku w Niderlandach wprowadzono ustawę zobowiązującą hodowców trzody chlewnej do wyposażenia chlewni w zabawki dla świń: piłki, kółka, łańcuchy, itp., aby zapobiec nudzie u zwierząt i rozwojowi agresji i depresji  objawiających się aktami samookaleczenia takimi jak gryzienie ogona;
- właściwe warunki transportu zwierząt (postoje, pojenie, dostateczna ilość miejsca przypadająca na jedno zwierzę);
- regularne przeprowadzanie zabiegów pielęgnacyjnych i higienicznych (strzyżenie, odrobaczanie, prewencyjne zabiegi stomatologiczne, piłowanie kopyt, itp).